# Papang
Papang est une ligne française de transport urbain par câble située à Saint-Denis de La Réunion. Première ligne du téléphérique urbain de la Cinor, elle entre en service le 15 mars 2022, deux ans avant la ligne Payenke.
Portée par 26 pylônes, cette ligne longue de 2,7 km relie le quartier du Chaudron à celui de Bois-de-Nèfles en passant par Le Moufia à proximité de l'université de La Réunion. Ses cinq stations sont, du nord au sud, Chaudron, Campus, Moufia, Bancoul et Bois-de-Nèfles. Grâce à ses 46 cabines lors de son lancement, sa capacité est de 6000 passagers par jour. Elle a été construite par le constructeur français Poma.
Choisi par le grand public puis annoncé le 2 décembre 2021, son nom d'exploitation est celui du papangue en créole réunionnais.

## Galerie

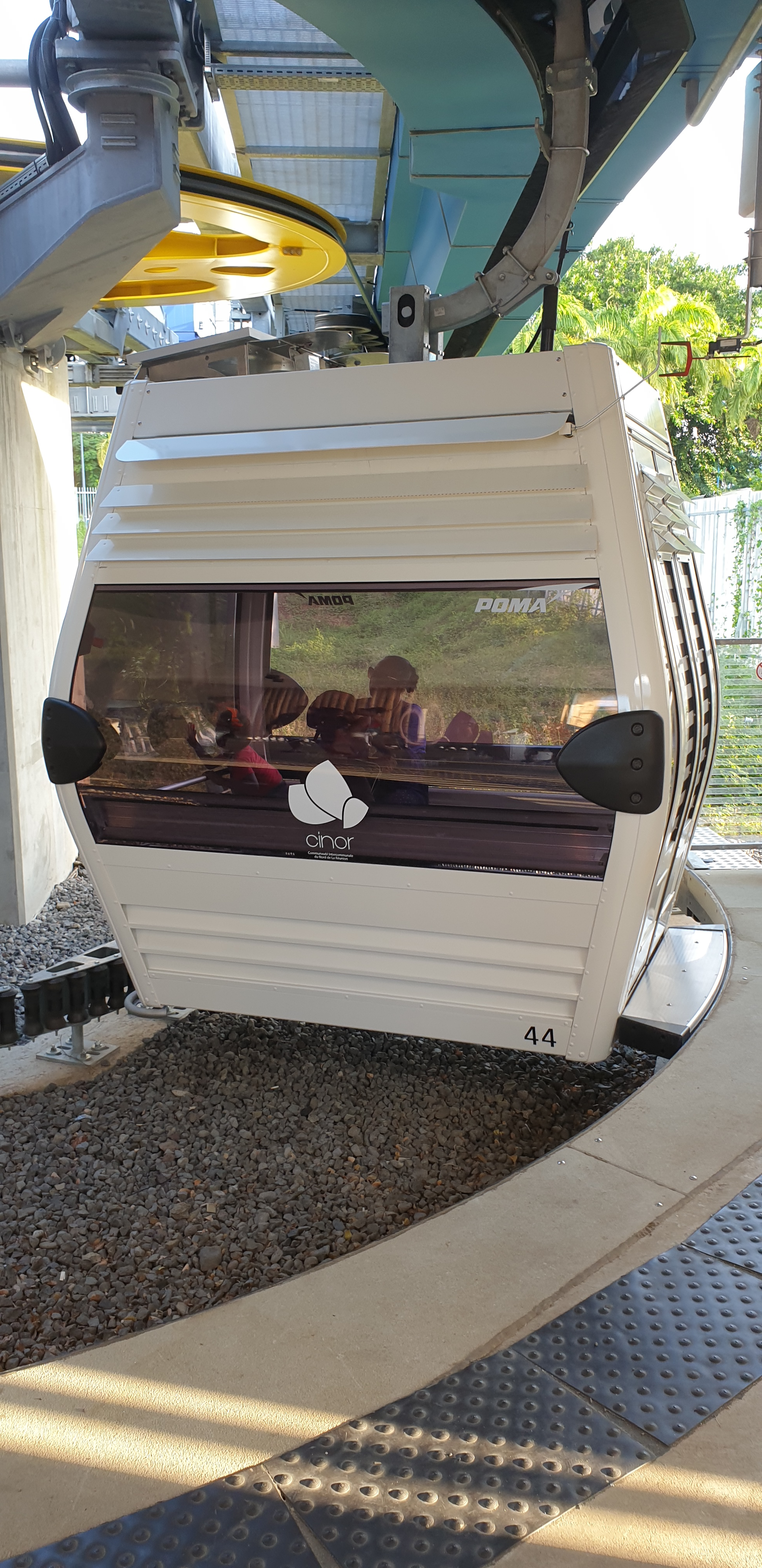
Vue d'une cabine de Papang à la station Chaudron.
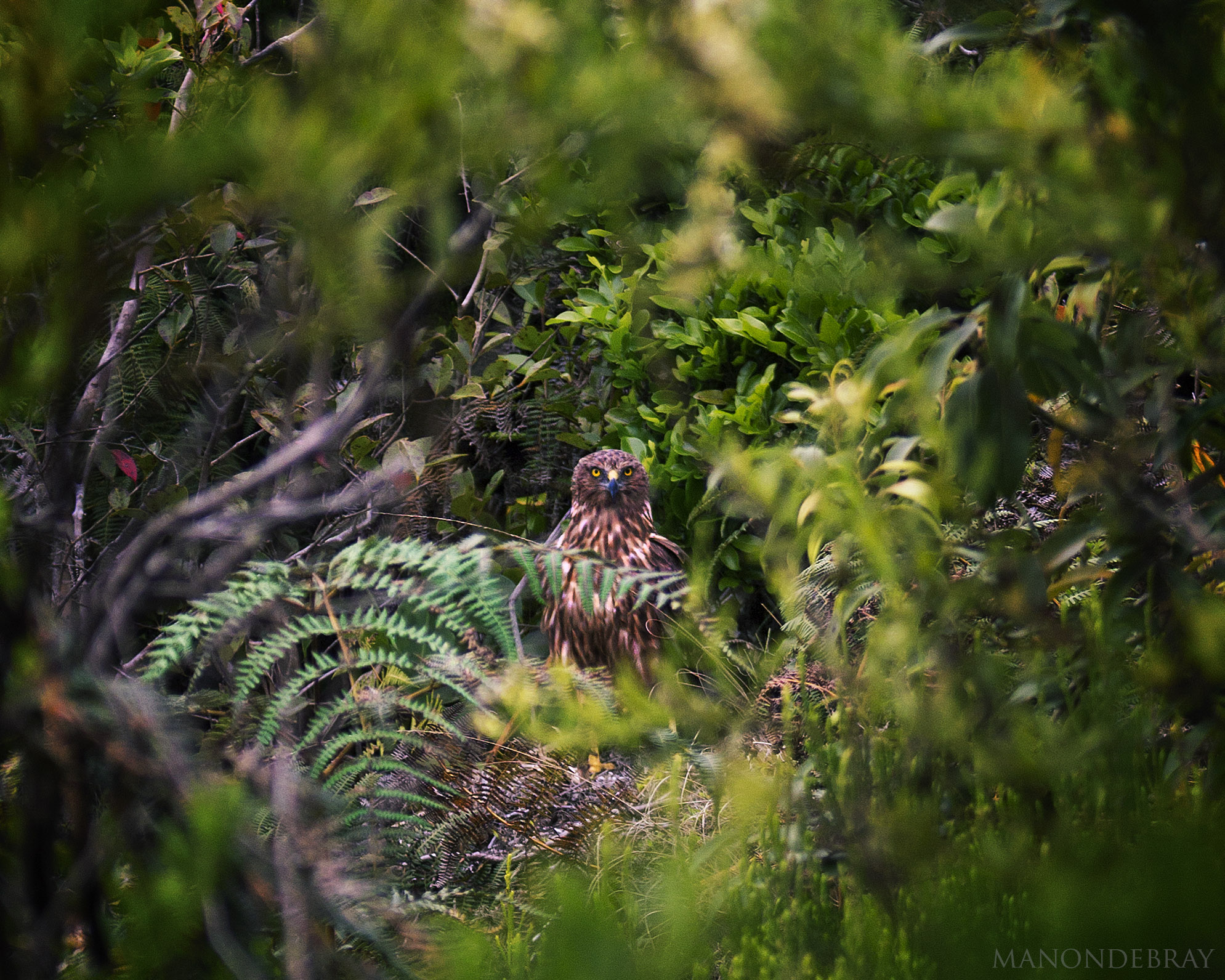
L'oiseau ayant donné son nom au téléphérique.